# История лютеранства в США
Лютеранство в США проникло вместе с иммигрантами из Европы, которые традиционно исповедовали эту конфессию. Первоначально лютеранские общины были раздроблены и группировались по штатам.
Первые лютеране немецкого происхождения поселились в Пенсильвании ещё до образования США. Так в 1748 году был образован Пенсильванский министериум. В наши дни лютеране составляют крупное религиозное меньшинство штата (9 %). Здесь же находится старейшая лютеранская семинария страны, основанная в 1826 году.
В 1818 году был образован Огайо Синод (Ohio Synod). В самой Германии Прусская уния 1817 года вызвала всплеск иммиграции на религиозной почве. Предводителем конфессиональных лютеран, прибывших в 1838 году стал епископ Мартин Стефан. В 1847 году в Чикаго была основана Лютеранская церковь — Миссурийский синод (LCMS). Двумя годами раньше в штате Нью-Йорк из немецких иммигрантов была сформирована община Синод Буффало (Buffalo Synod).
В 1850 году в Висконсине был основан консервативный немецкий синод (Wisconsin Synod). В 1853 году в Висконсине был сформирован Норвежский Синод (Norwegian Synod). В 1854 году от Миссурийского Синода отделился Синод Айовы (Iowa Synod). В 1874 году в Висконсине среди датских иммигрантов была организована Датская евангелическо-лютеранская церковь в Америке (Danish Evangelical Lutheran Church in America).
В 1875 году в США насчитывалось около 58 лютеранских синодов.
По мере интеграции мигрантов-лютеран в американское общество возникла необходимость объединения лютеранских общин. В 1917 году три норвежских синода образовали Норвежскую лютеранскую церковь Америки. Затем немецкие синоды из Пенсильвании и Мэрилэнда (наследники Пенсильванского министериума) сформировали Объединённую лютеранскую церковь в Америке (United Lutheran Church in America). Позже эта церковь влилась в Американскую Лютеранскую Церковь.
В 1930 году три немецких синода Огайо, Айовы и Буффало учредили Американскую Лютеранскую Церковь (American Lutheran Church).
В 1942 году на волне антигерманских настроений лютеране США отказались от использования немецкого языка на богослужениях. В 1960 году к Американской лютеранской церкви присоединилась норвежская и датская лютеранские общины. Центром этой церкви стал Миннеаполис. В 1988 году эта церковь реорганизовалась как Евангелическая лютеранская церковь в Америке.